# Chorisoblatta liturifera
Chorisoblatta liturifera är en kackerlacksart som först beskrevs av Carl Stål 1858.  Chorisoblatta liturifera ingår i släktet Chorisoblatta och familjen småkackerlackor.
Artens utbredningsområde är Mauritius. Inga underarter finns listade i Catalogue of Life.